# Howell (Utah)
Howell város az USA Utah államában, Box Elder megyében. Lakosainak száma 240 fő (2020. április 1.).

## Népesség
A település népességének változása:

| 2010 | 245 |
| 2020 | 240 |